# Anarchists Against the Wall

Logo der Gruppe Anarchists Against the Wall

Die Anarchists Against the Wall (AATW) (hebräisch אנרכיסטים נגד הגדר; deutsche Übersetzung des hebräischen Wortlauts: Anarchisten gegen den Zaun; teilweise auch Anarchists Against Fences) waren eine Gruppierung in Israel, die sich gegen die israelischen Sperranlagen im Westjordanland engagierte. Sie wurde 2003 gegründet und führte ab den späten 2010ern keine gemeinsamen Aktivitäten mehr durch.

## Positionen

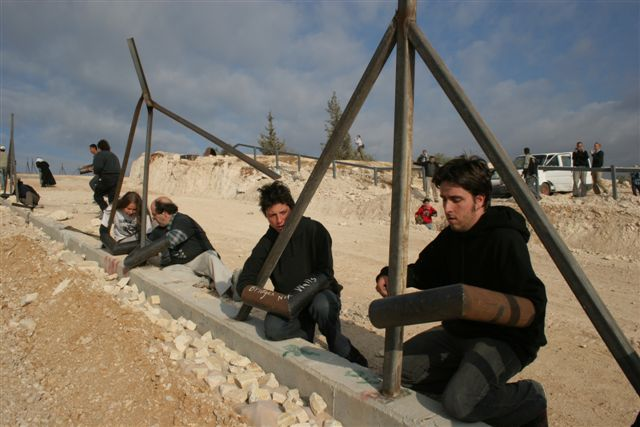
Aktivisten der Internationalen Solidaritätsbewegung ketten sich 2006 als Teilnehmer der friedlichen Proteste gegen die Sperren in Bil'in an das Fundament der West-Bank-Sperre

Die Gruppe bezeichnete die Sperranlage als „Apartheids-Mauer“ und behauptete, dass selbige lediglich die Besetzung und letztlich Abtrennung von palästinensischen Territorien als Ziel habe. Die Anarchists Against the Wall lehnten die Besetzung der Palästinensischen Autonomiegebiete kategorisch ab, kooperierten aktiv mit Teilen der palästinensischen Unabhängigkeitsbewegung und schlossen gemeinsame Demonstrationen mit Mitgliedern der militanten Palästinenserorganisationen PFLP und Fatah nicht aus. Sie betonten, dass ihre direkten Aktionen in den Palästinensischen Autonomiegebieten unter Führung der lokalen Gemeinden durchgeführt werden. Des Weiteren erklärten sie, dass es sich bei ihnen nicht um eine homogene Gruppierung handele, sondern um eine Ansammlung von Individuen, die entsprechend unterschiedliche Ansichten vertreten. Jede Selbstdarstellung unterliege dieser Einschränkung. Folglich gebe es kein einheitliches Manifest. Einzelne bezeichneten sich in Abgrenzung zu gemäßigten zionistischen Linken in Israel als antizionistisch, was ihnen auch die Zusammenarbeit mit palästinensischen Dorfversammlungen erleichterte.

## Geschichte
Die Anarchists Against the Wall wurden im Zuge eines Protestcamps in Mas'ha von israelischen Aktivisten gegründet. Das Camp bestand aus palästinensischen, israelischen und internationalen Aktivisten, die sich gegen die Sperranlage einsetzen wollten, indem das Land besetzt wurde, durch das sich die Sperranlagen in Zukunft ziehen sollten.
Von der Jerusalem Post wurden die AATW als älteste anarchistische Gruppierung Israels bezeichnet, wiewohl von 1958 bis in die 1980er Jahre mit der Agudath Schochrei Chofesh um Abba Gordin bereits eine etwa 150 Mitglieder starke jiddischsprachige anarchistische Gruppe in Tel Aviv bestand, die unter anderem die Zeitschrift Problemen herausbrachte. Gegründet auf dem Höhepunkt der Zweiten Intifada, verkümmerte die kleine, auf Verwandtschaft und Vertrauen basierende Gruppe mit dem abnehmenden Aktivismus der palästinensischen Bevölkerung in den späten 2010ern und handelte nicht mehr gemeinsam. Ein weiterer Grund für die Auflösung lag in unterschiedlichen Ansichten über die Gewaltfrage.

## Aktionsformen

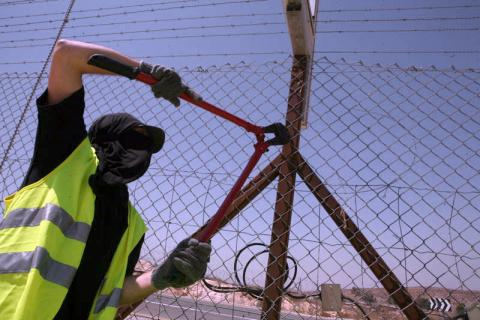
Aktion beim Ort Beit Mirsim, Oktober 2007

Die Gruppe protestierte nach eigenen Angaben mit zivilem Ungehorsam. Die Anarchists Against the Wall verwendeten verschiedene Aktionsformen, etwa die Blockade von Bauarbeiten oder die Beteiligung an lokalen palästinensischen Demonstrationen. Weitere Aktionen umfassten die Zerstörung israelischer Grenzsicherungsanlagen. Im Zuge einer Aktion im Jahre 2003, in der der Sicherheitszaun durchbrochen werden sollte, wurde ein israelischer Aktivist von der israelischen Armee durch einen Schuss ins Bein leicht verletzt. Am 11. August 2006 wurde ein Aktivist der AATW schwer verletzt. Während einer Demonstration in Bil'in schoss ein israelischer Grenzpolizist aus einer Entfernung zwischen 10 und 20 Metern mit einem gummiummantelten Stahlgeschoss auf den Aktivisten Limor Goldstein und traf ihn am Kopf, wodurch er einen Gehirnschaden erlitt. Am 3. Februar 2007 wurden Hauptverkehrsstraßen in Tel Aviv mit Stacheldraht vom Grenzzaun blockiert.

## Auszeichnung

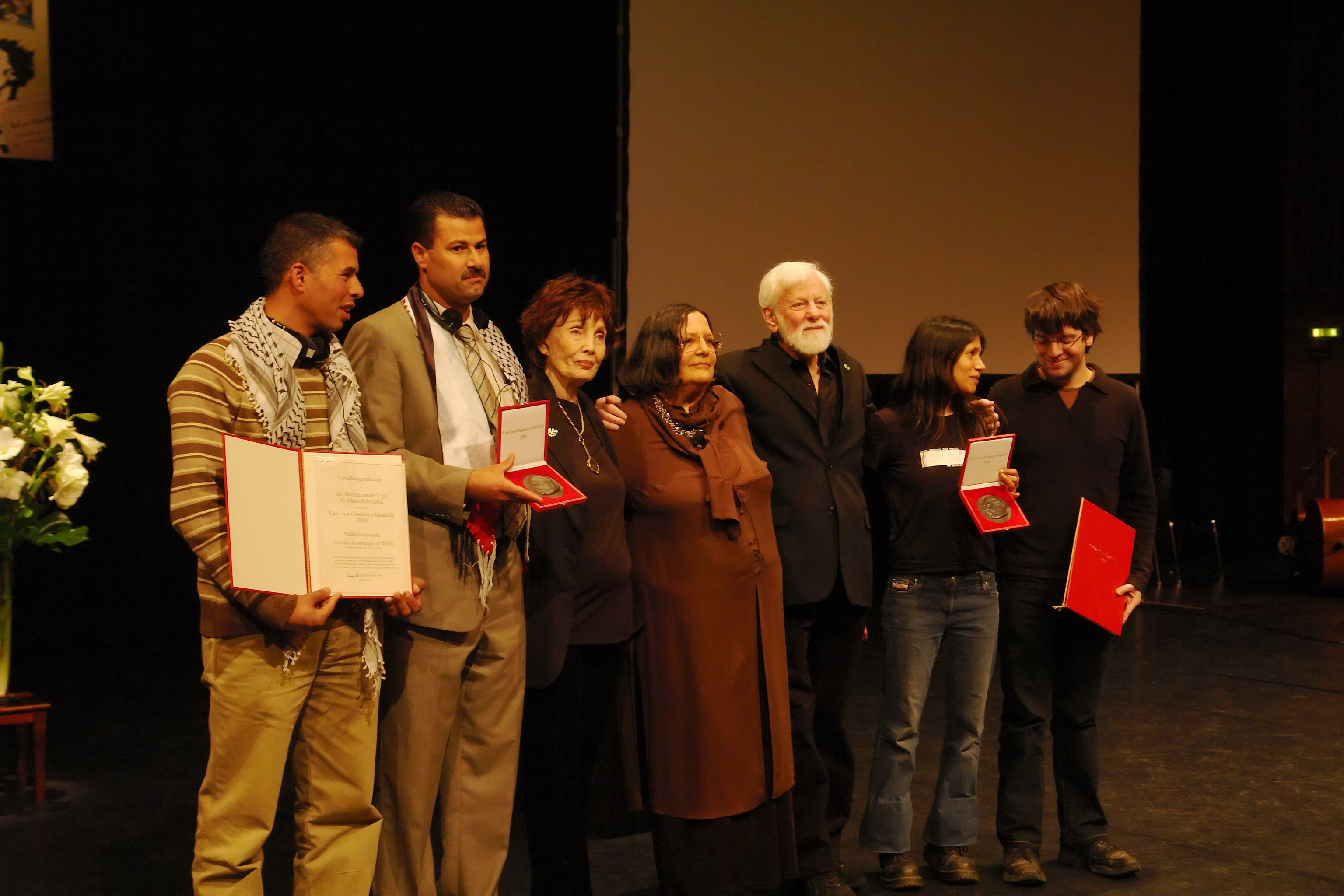
Verleihung der Carl-von-Ossietzky-Medaille 2008

Die AATW, konkret ihre Aktivisten und Vertreter Adi Winter & Yossi Bartal, erhielten die Carl-von-Ossietzky-Medaille 2008, da sie laut Laudatio „beispielhaft für den gewaltfreien Widerstand gegen die von Israel errichtete Trennungsmauer auf palästinensischem Land sowie für Standhaftigkeit in vielfältigen Graswurzelaktionen von Palästinensern, Israelis und internationalen Unterstützerinnen und Unterstützern gegen die israelische Besatzung der Westbank und des Gazastreifens“ stehe. Sie praktiziere „eine Kultur, die eine gemeinsame Zukunft ohne Ausgrenzung und Zerstörung vorwegnimmt“, und demonstriere „bewusst, dass ein Zusammenleben in Freiheit und Frieden möglich ist“.